# Збірна Загреба з футболу
Футбольна команда «Загреб XI» — збірна загребських футболістів, які брали участь у трьох турнірах Кубка ярмарків.
У змаганнях мала взяти участь найкраща футбольна команда з кожного ярмаркового міста. Оскільки правила дозволяли лише одну команду з кожного міста, було вирішено створити команду лише для цього змагання з клубів «Динамо» (Загреб), «Загреб», «Локомотива» (Загреб) і «Трешневка» (Загреб).

## Результати в Кубку ярмарків
| сезон   | раунд       | Суперник       | Загалом | Перша гра | Друга гра |
| ------- | ----------- | -------------- | ------- | --------- | --------- |
| 1955/58 | Група B     | Бірмінгем Сіті | 0:4     | 0:1 (Д)   | 0:3 (Г)   |
| 1955/58 | Група B     | Інтернаціонале | 0:5     | 0:4 (Г)   | 0:1 (Д)   |
| 1958/60 | 1 раунд     | Уйпешт         | 4:3     | 4:2 (Д)   | 0:1 (Г)   |
| 1958/60 | Чвертьфінал | Бірмінгем Сіті | 3:4     | 0:1 (Г)   | 3:3 (Д)   |
| 1960/61 | 1 раунд     | Барселона      | 4:5     | 1:1 (Д)   | 3:4 (Г)   |